# سیارک ۵۷۲

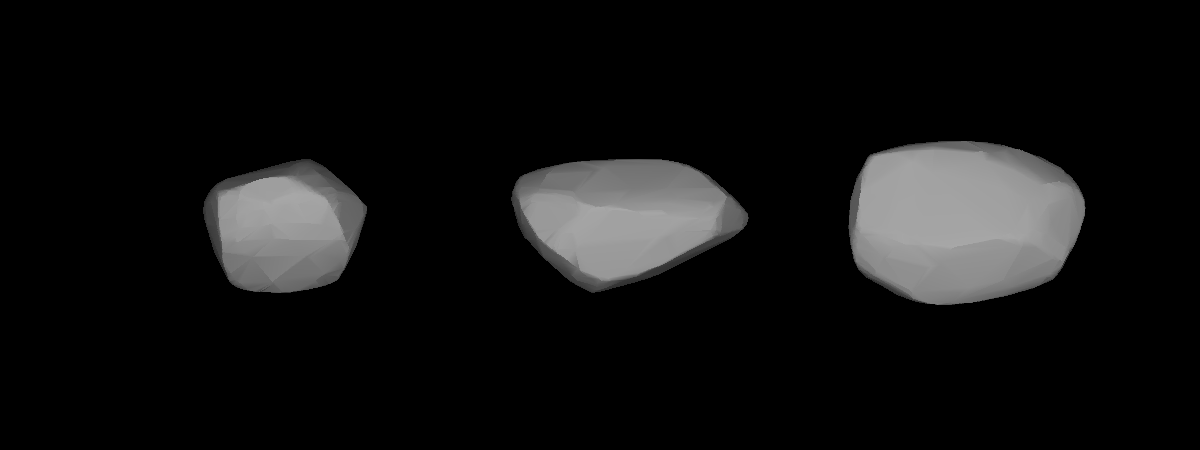
مدل سه‌بُعدی سیارک ۵۷۲ بر طبق منحنی نور آن

سیارک ۵۷۲ (به انگلیسی: 572 Rebekka، نامگذاری:1905RB) پانصد و هفتاد و دومین سیارک کشف شده‌است که در ۱۹ سپتامبر ۱۹۰۵ و در هایدلبرگ کشف شد.
قدر مطلق سیارک برابر ۱۰٫۹۴ است.